# Выкройка
Вы́кройка — детали будущего изделия, выполненные из бумаги, кальки, ткани, кожи или других материалов. Наиболее часто слово «выкройка» используется в швейном деле, а в других отраслях — «лекало» и «шаблон».
Базовая выкройка — основа, по которой моделируется швейное изделие. В начале дизайнер создаёт эскиз модели, по которому моделируется изделие. На этом этапе конструктор строит базовую выкройку, используя типовые или индивидуальные мерки, в зависимости от задачи. Силуэт базовой выкройки бывает прилегающим, полуприлегающим или свободным. Прилегающий силуэт плотно облегает фигуру, подчеркивая все её изгибы и достоинства. Полуприлегающий силуэт более просторный, название «свободный силуэт» говорит само за себя.
Поскольку может предусматриваться дальнейшее использование выкроек или существует необходимость или возможность изменить их первоначальный вид, чаще всего они изготавливаются из бумаги, ткани, плотной плёнки. Если выкройка сделана правильно и готовый образец соответствует эскизу, то в промышленности изготавливают по данной выкройке шаблоны или лекала, которые делают из более плотных материалов, таких как металл, пластик, дерево.
Для мелкосерийного швейного производства, индивидуального пошива или в быту, для построения базовых выкроек используется миллиметровая бумага. Такая бумага имеет разметку по миллиметрам и сантиметрам и продаётся в рулонах разным метражом. Готовую выкройку переснимают на кальку и моделируют детали будущего изделия. Для готовых лекал используется электрокартон.
Каждая выкройка содержит много полезной информации, которую надо уметь читать и которая зашифрована в символах, цифрах и надписях — направление долевой нити, сгибы, специальные маркеры совмещения деталей, разметки карманов, шлевок, пат, участки, требующие припосаживания или оттягивания, направления закладывания складок или сборок.
Контуры выкройки на ткань переносятся при помощи портновского мела, специального исчезающего маркера (иногда используют обмылки или простой карандаш/шариковую ручку).
Хранить готовые выкройки можно одним из способов:
1. В папке с файлами. Каждую выкройку помещают в отдельный файл в сложенном виде и дополнительно вкладывают эскизный рисунок модели с указанием размера. Любую уточняющую информацию записывают на том же листе.
2. Детали выкройки копируют на электро-картон (или наклеивают на тонкий картон и вырезают по контуру). Пробойником делают отверстие и собирают детали на шнур. Хранят готовые лекала в подвешенном состоянии на вешале.
3. На современных производствах используют программы для машин, которые позволяют производить крой материалов по выкройкам, заложенным в программном обеспечении и позволяющие изменять основные выкройки в соответствии с изменениями вводимых данных.